# Bisceglie (stacja metra)
Bisceglie – stacja końcowa metra w Mediolanie, na linii M1. Znajduje się na via Bisceglie, w Mediolanie i zlokalizowana jest za stacją Inganni. Została otwarta w 1992.